# Ступініджі
44°59′42″ пн. ш. 7°36′14″ сх. д. / 44.995° пн. ш. 7.603889° сх. д.

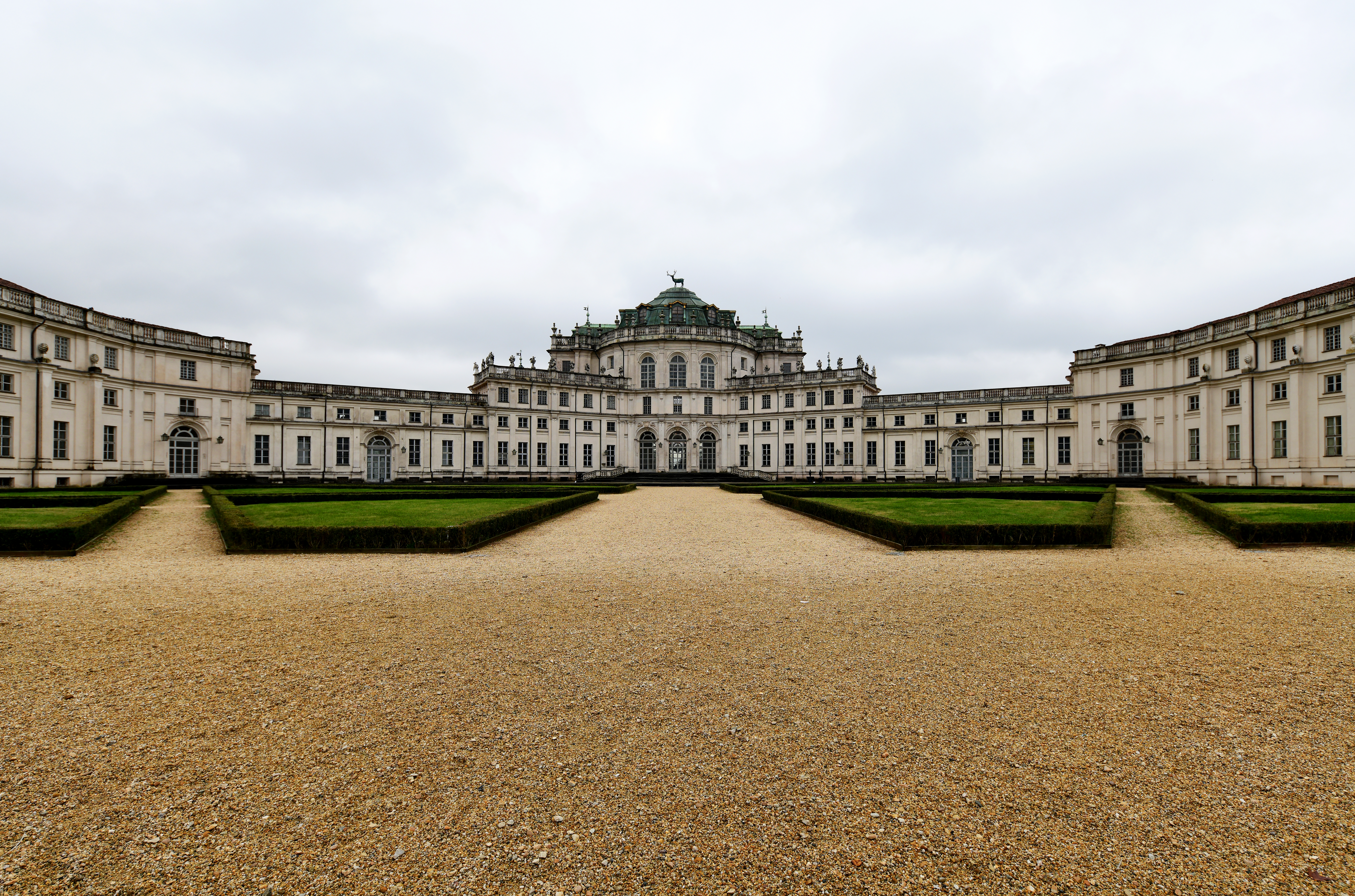
Мисливський замок Ступініджі, архітектор Філіппо Ювара

Мисливський замок Ступініджі (англ. The hunting residence of Stupinigi, італ. Palazzina di caccia di Stupinigi) — заміська резиденція монархів з родини Савойських. Розташована за 10 кілометрів на захід від міста Турин у містечку Ступініджі, що є передмістям Нікеліно у провінції Турин. Побудована в добу бароко.

## Попередня історія
Невеличкий замок тут існував ще в XV столітті і належав герцогам П'ємонт, з 1439 р.перейшов у власність роду Паллавічіні. У 1563 р. новий власник-Еммануїл Філіберт.

## Ювара і його бароко в Ступініджі

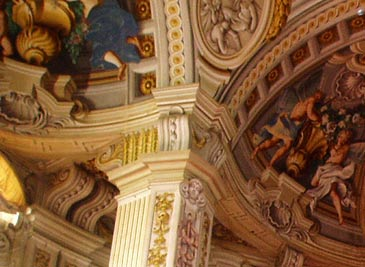
Центральний салон замку з фресками Джузепе і Доменіко Валеріані(Giuseppe and Domenico Valeriani), 1732 р.

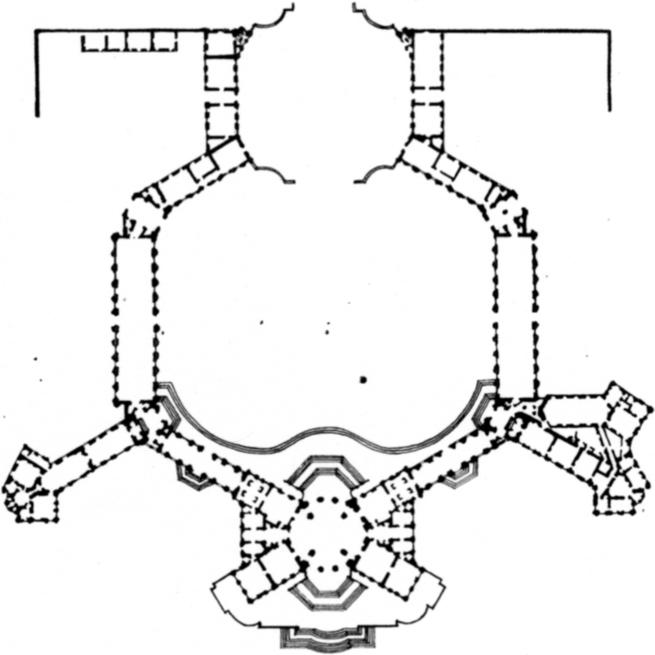
План замку Ступініджі

Бароковий палац тут почав будувати видатний архітектор Ювара у 1729 р. на замовлення короля Сардинії Віктора Амадея II . Ювара був вже досить відомим майстром, в доробку якого були базиліка Суперга (1715—1718), фасад церкви Санта Крістіна (1715—1718), палаццо Мадама в місті Турин (1718—1721).Досвід роботи по оздобленню інтер'єрів Ювара здобув при театрах кардинала Оттобоні та колишньої королеви Польщі Марії Казимири в Римі.
Для оздоблення інтер'єрів Ювара запросив майстрів з Венеції.Фрески виконали Джузеппе і Доменіко Валеріані. Заплутаною лишилася лише проблема автора незвичного плану. Зазвичай Ювара використовував ясні, симетричні, гармонійні плани. Мисливський замок Ступініджі, його план, під ці визначення не підходить. Він складний і незвичний для Ювари. Існують різні думки про план, який відносять до творів Йогана Бернгарда Фішера фон Ерлаха чи француза Бофрана.
Службові крила замку-палацу невисокі. Їх ламана лінія окреслює парадний двір-курдонер, на кутах зламів якого — вежі. На перехресті крил в центрі побудовано сам замок з центральним павільйоном, парапети якого рясно прикрашені скульптурами і вазами. Складний бароковий дах замку увінчано скульптурою оленя, що вказівка на призначення будівлі-мисливський замок. Готова будівля мала 137 кімнат і 17 галерей, без яких італійці не уявляли собі палацу…

## Стан на 2009 рік

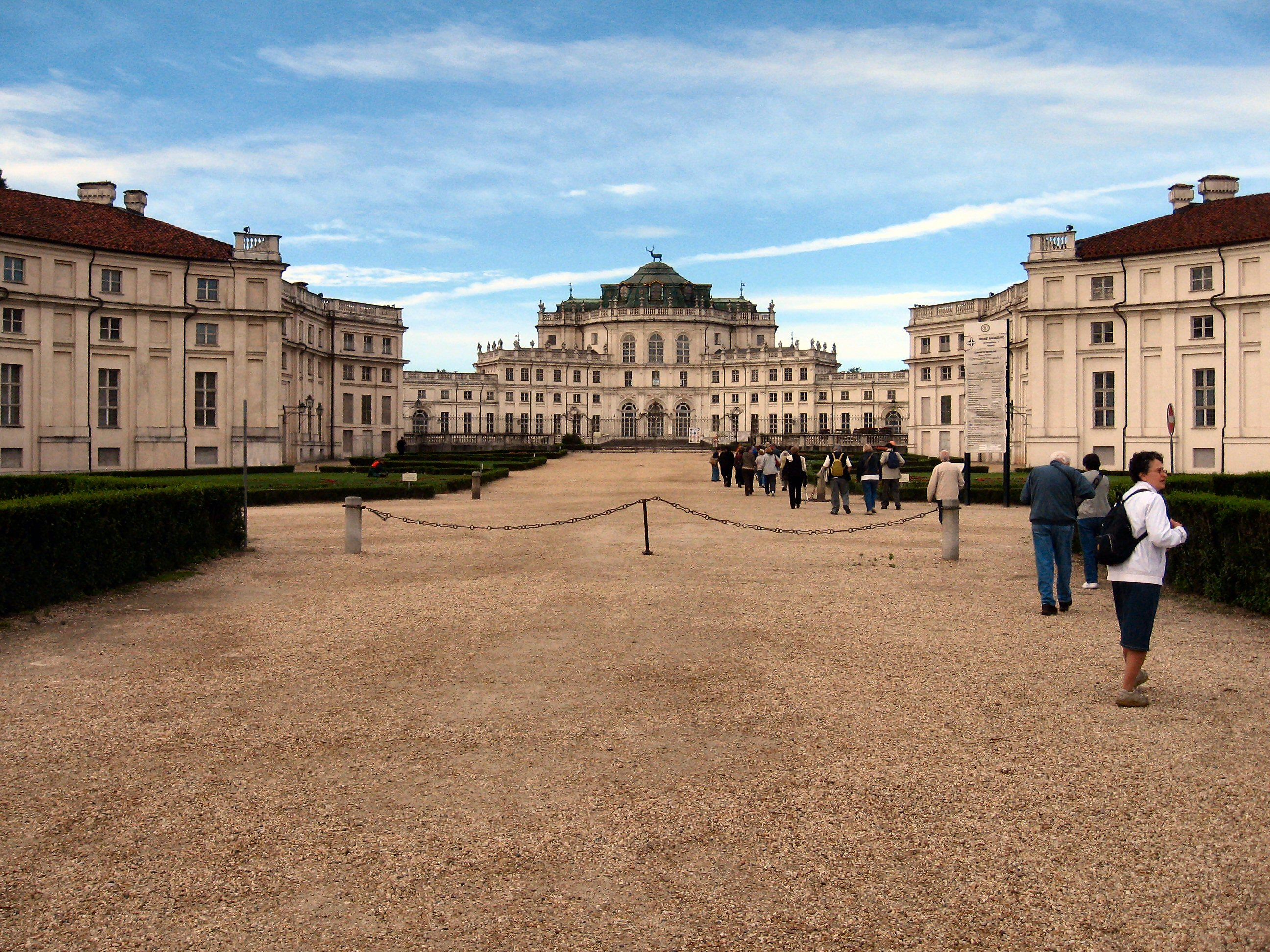
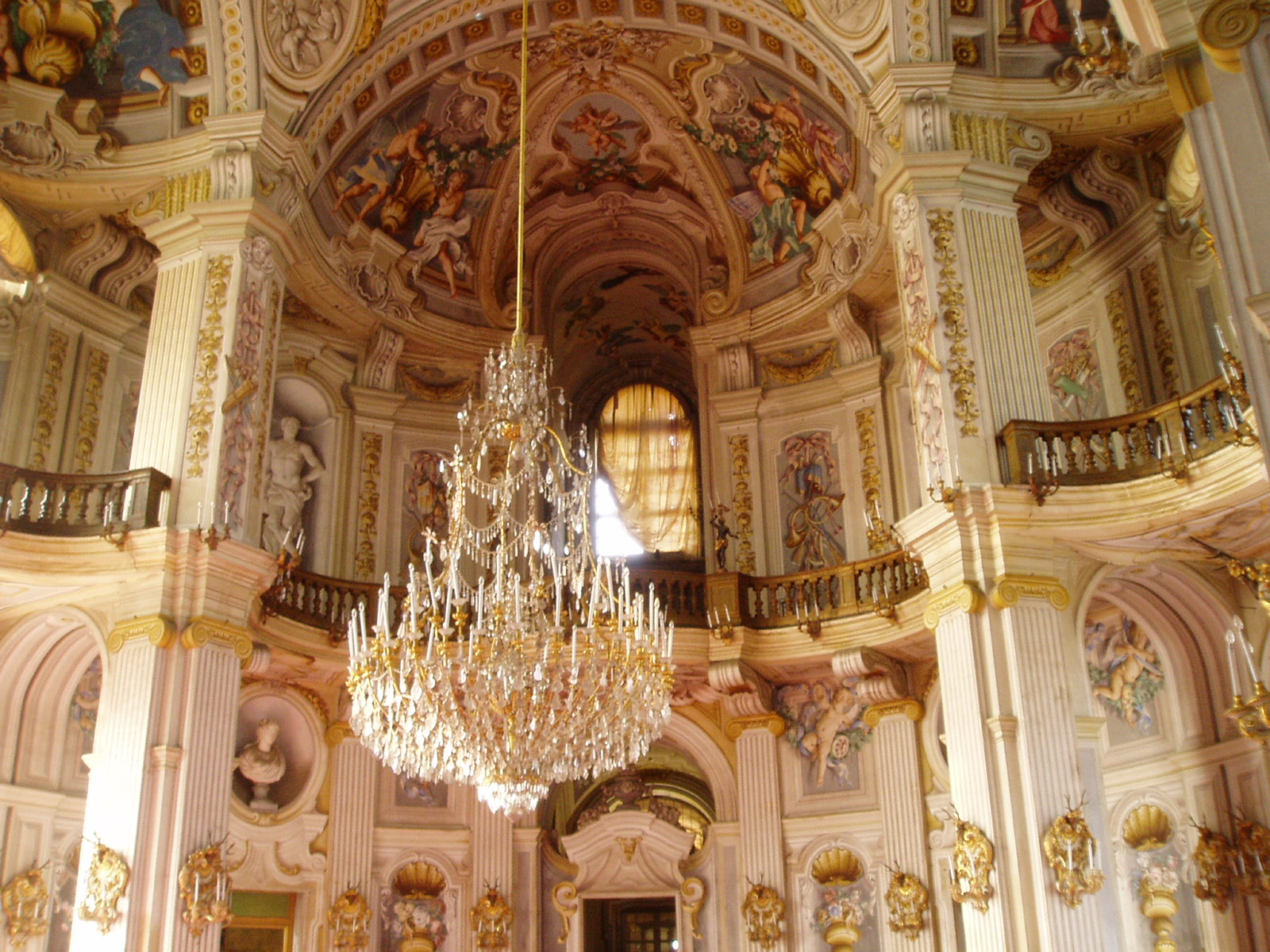
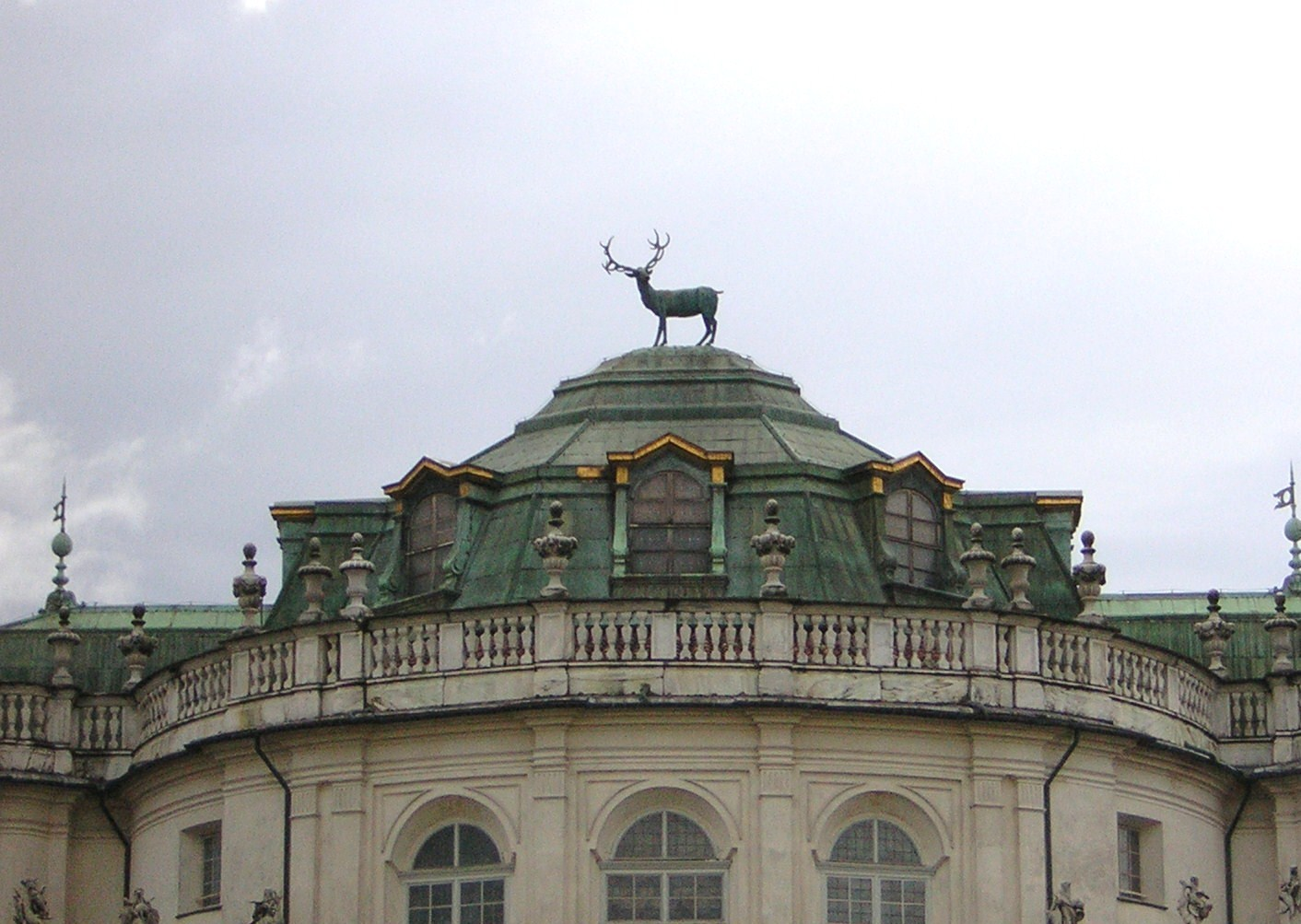

Замок зберігся. Його використовують як музей декоративно — ужиткового мистецтва. Парк навколо замку-палацу заповідна територія. Замок і парк охороняє ЮНЕСКО як Всесвітнє надбання.